# Сьвентайно (Олецький повіт)
Сьвентайно (пол. Świętajno, нім. Schwentainen — Швентайнен) — село в Польщі, у гміні Свентайно Олецького повіту Вармінсько-Мазурського воєводства.
Населення — 954 особи (2011).
У 1975-1998 роках село належало до Сувальського воєводства.

## Демографія
Демографічна структура станом на 31 березня 2011 року:
|          | Загалом | Допрацездатний вік | Працездатний вік | Постпрацездатний вік |
| -------- | ------- | ------------------ | ---------------- | -------------------- |
| Чоловіки | 482     | 76                 | 372              | 34                   |
| Жінки    | 472     | 87                 | 290              | 95                   |
| Разом    | 954     | 163                | 662              | 129                  |